# 생태 피라미드

먹이 사슬에서 각 생물군이 차지하고 있는 단계를 영양 단계라 하는데, 대부분의 생태계에서 1차 영양 단계의 생체량은 매우 많다. 그러나 이 생체량이 모두 2차 영양 단계로 전환되지는 않는다. 이것은 식물 중 극히 일부만이 1차 소비자에게 먹히기 때문이다. 또한 배설과 호흡 등을 통해 상당량의 에너지가 소비된다. 따라서, 먹이 사슬의 각 영양 단계의 생체량이나 에너지를 비교해 보면, 생산자 단계에서 1차 소비자, 2차 소비자 단계로 이전함에 따라 전체적인 모양이 피라미드형으로 되는 것을 생태 피라미드라고 한다. 생물의 에너지량, 생물량, 개체수로 나뉜다.

## 생태 피라미드의 분류
- 에너지 피라미드
- 수적 피라미드
- 생체량의 피라미드[1][2][3]

## 에너지 피라미드(pyramid of energy)
생태계를 에너지적 관점으로 볼때, 두 가지 근본적인 물리적 에너지 법칙이 중요하다. 열역학 제 1 법칙에서는 에너지는 만들어지지도 없어지지도 않는다고 한다. 그것은 우리가 각 영양 단계에서 에너지의 양을 서술할 수 있어야 하며, 연속적인 영양단계를 통해 에너지가 흐를 때 에너지를 따라갈 수 있음을 강조한다. 열역학 제 2 법칙에서는 에너지가 한 형태에서 다른 형태로 전환될 때, 일부 에너지는 주변에 열로 방출될 수 있다고 말한다. 이는 한 영양단계에서 다른 영양단계로 지나갈때, 생물에서 에너지 양은 감소하고 그들 주변의 열의 양은 증가하는 것을 의미한다. 생태계 내에서 에너지는 여러 방법으로 측정할 수 있는데 한가지 단순한 방법은 어떤 영양 단계에 존재하는 모든 생물들을 채집해서 태우는 것이다. 이런 과정을 통해 생산자와 초식동물 사이의 에너지 변화량은 비교하고, 생산자에서 초식동물로 갈 때 얼마나 많은 에너지의 양이 열로써 손실되었는지 알 수 있게 된다. 존재하는 에너지를 결정하는 다를 방법은 광합성 양과 생산자 그룹의 호흡률을 측정하는 것이다. 호흡률과 광합성 차이는 식물의 살아있는 물질에서 포획한 양이다. 에너지의 흐름을 강조한 것이 에너지 피라미드이다. 즉, 생태계에서 에너지는 한 방향으로만 흐르는데, 어떤 군집에서 영양 단계별로 가지고 있는 에너지를 나타낸 것이 에너지 피라미드이다. 생태 피라미드에서 개체수나 생체량의 경우에는 군집에 따라 역삼각형이 될 수도 있으나, 에너지 피라미드는 반드시 삼각형 모양으로 나타난다. 한편, 영양 단계가 증가할수록 개체의 크기는 증가하며, 에너지의 이동량은 감소하지만 에너지의 효율은 증가하게 된다.

## 수적 피라미드(pyramid of number)
생태계를 구성하고 있는 생물 군집에서 영양 단계별로 1차 소비자, 2차 소비자의 식으로 쌓아올리면, 고차 소비자로 갈수록 그 수가 적어져 피라미드 모양이 된다. 또 1차 소비자 밑에 생산자를 놓아도, 생산자가 1차 소비자보다 몸의 크기가 작을 경우에는 역시 피라미드 모양이 된다. 이것을 '개체수 피라미드'라고 한다. 개체수 피라미드는 연못 속의 '식물 플랑크톤→동물 플랑크톤→물고기'와 같은 먹이 연쇄의 예에서 관찰할 수가 있다. 그러나 이 개체수 피라미드는 경우에 따라 모양이 달라진다.

## 생체량의 피라미드(pyramid of biomass)
피식자와 포식자의 관계에서 피식자가 포식자에게 먹히더라도 생태계의 평형을 위해서는 개체의 수적인 증가가 계속되어야 한다. 따라서 피식량(被食量)이 중요하게 여겨진다. 예를 들면, 사자가 성숙한 영양 한 마리를 먹는 것과 갓태어난 작은 영양 한 마리를 먹는 것은 섭취량이 다르다. 그러므로 갓태어난 영양이라면 몇 마리를 포식해야 한다. 여기서 생각할 수 있는 것이 생물량이라는 개념이다. 생물량은 생체량이라고도 하며, 단위 면적 내의 생물체의 중량을 영양 단계별로 생물의 생물량을 조사하여 차례로 쌓아가면 보통 피라미드 모양이 되므로, 이것을 '생물량 피라미드' 또는 '생체량 피라미드'라고 한다.